# Welwyn Garden City
Welwyn Garden City est une ville du Hertfordshire située dans le district de Welwyn Hatfield, en Angleterre. Elle se trouve à environ 32 km de King's Cross et à environ 16 km des districts londoniens de Barnet et d’Enfield. Elle compte 43 252 habitants (2001).
Elle est desservie par quelques lignes d'autobus et par une gare ferroviaire sur la East Coast Main Line.
Cette ville nouvelle a été construite, tout comme Letchworth Garden City, par Ebenezer Howard sur le modèle des cités-jardins qu'il a inventé. Il s'agissait pour lui de démontrer le fait d'une alternative humaine et sociale à l'urbanisation désordonnée des faubourgs londoniens, dans un souci de promotion de la paix sociale.

## Personnalités liées à la commune
- Richard M. Goody (1921-2023), physicien de l'atmosphère britanno-américain.
- Mick Taylor (1949-), guitariste et membre des Rolling Stones de 1969 à 1974 ;
- David James (1970-), footballeur ;
- Alesha Dixon (1978-), chanteuse et danseuse ;
- Oliver Skipp (2000-), footballeur ;
- Chris Barber (1930-2021), musicien ;
- Una Stubbs (1937-2021), actrice ;
- Nick Faldo (1957-), golfeur.